# Sport Szkolny
Sport Szkolny – ilustrowany tygodnik (później wydawany jako dwutygodnik) przeznaczony dla młodzieży. Wydawany był w latach 1937–39 (ostatni numer ukazał się na rynku 19 czerwca). Nakład gazety wynosił ok. 10 tys. egzemplarzy. Zadaniem periodyka była popularyzacja sportu w szkołach. "Sport Szkolny" nie ukazywał się w czasie wakacji.